# Hua Junwu
Hua Junwu (chinesisch 華君武 / 华君武, Pinyin Huá Jūnwǔ, * 24. April 1915 in Hangzhou, Provinz Zhejiang, China; † 13. Juni 2010 in Peking, China) war ein chinesischer Karikaturist, der seit den 1930er-Jahren für die Kommunistische Partei Chinas (KPCh) Karikaturen in deren Medien anfertigte.

## Leben
Hua begann bereits in der Schulzeit mit dem Zeichnen von Karikaturen. Nach Abschluss der Mittelschule ging er nach Shanghai und arbeitete dort als Bankangestellter. In dieser Zeit kam er in Kontakt mit chinesischen und ausländischen Karikaturisten so zum Beispiel mit dem in Shanghai exilierten Russen Geogii Sapojnikoff (Sapajiu) und lernte die Art zu Zeichnen des deutschen Karikaturisten E. O. Plauen kennen.
Nach der Besetzung Shanghais durch die Japaner im Jahre 1937 ging Hua 1938 in die kommunistische Hochburg Yan’an in der Provinz Shaanxi und arbeitete dort als politischer Karikaturist, der mit Tusche auf Reispapier arbeitete und sehr oft volkstümliche Reime mit den Bildern verband. 1940 trat er in die Partei ein. In der Zeit in Yen'an hatte er engen Kontakt mit der Schriftstellerin Ding Ling und dem Künstler Hu Feng.
Nach dem Sieg über Japan im Jahre 1945 ging Hua in den Nordosten Chinas, wo seine humorvollen und oft sarkastischen Karikaturen Anklang fanden. Seine Karikatur Chiang Kai-sheks jedoch stellte diesen wenig schmeichelhaft dar, sodass Hua auf die Fahndungsliste der Kuomintang kam.
1949, im Gründungsjahr der Volksrepublik China, wurde Hua Leiter der Kunst- und Kulturredaktion der Pekinger Volkszeitung. In den 1950er Jahren fielen Ding Ling und Hu Feng bei Mao Tse-tung als bürgerliche und konterrevolutionäre Intellektuelle in Ungnade. Hua schmähte die beiden in seinen Karikaturen. In der Kulturrevolution wurde auch Hua geschmäht und verfolgt. Er musste an den öffentlichen Kritik- und Schmähveranstaltungen der Roten Garden teilnehmen. Das ihn betreffende Banner trug die Inschrift: „Schlagt den schwarzen Künstlerchef Hua Junwu nieder“. Er durfte nicht mehr zeichnen, musste an einer Kaderschule in Tianjin die Schweineställe ausmisten und Wasserkübel schleppen.
Nach dem Ende Maos und dem Einsetzen der neuen offeneren Politik der chinesischen Führung entschuldigte Hua sich bei Ding Ling und Hu Feng, nachdem diese aus den Arbeitslagern gekommen waren. Huas Zeichnungen wurden weiter von der regierenden Klasse sehr kritisch aufgenommen. Ein Beispiel dafür ist die Zeichnung Ye Gong Hao Long (Der Herr Gong liebt den Drachen), in welcher Hua den Drachen mit zwei Schriftzeichen darstellte, die Demokratie bedeuten.
Sein Gesamtwerk ist 2003 in 10 Bänden erschienen, mit seinem Tode vermachte er seine sämtlichen Karikaturen der Nationalgalerie in Peking.

## Werke
- Satire and Humour - Selected Cartoons of Hua Junwu 1983 - 1989, China Today Press, Beijing 1991 ISBN 7-5072-0249-6.
- Man hua yi sheng. Xin shi jie chu ban she, Peking 2005, ISBN 7-80187-570-2.